# Liste der Monuments historiques in Les Velluire-sur-Vendée
Die Liste der Monuments historiques in Les Velluire-sur-Vendée führt die Monuments historiques in der französischen Gemeinde Les Velluire-sur-Vendée auf.

## Liste der Bauwerke
| Bezeichnung                     | Beschreibung | Standort        | Kennzeichnung | Schutzstatus | Datum | Bild           |
| ------------------------------- | ------------ | --------------- | ------------- | ------------ | ----- | -------------- |
| Kapelle Notre-Dame-des-Coussais |              | (Lage)          | PA00110307    | Inscrit      | 1991  |                |
| Château de Chastellier-Barlot   |              | (Lage)          | PA00110196    | Inscrit      | 1977  |                |
| Kirche St-Jean-Baptiste         |              | Velluire (Lage) | PA00110284    | Inscrit      | 1927  | weitere Bilder |